# حملة الملايو
كانت حملة الملايو (بالإنجليزية: Malayan Campaign)‏ حملًة عسكريًة تحاربت فيها قوات الحلفاء والمحور في الملايو، من 8 ديسمبر 1941 حتى 31 يناير 1942 خلال الحرب العالمية الثانية. هيمنت عليها معارك برية بين وحدات جيش الكومنولث البريطاني والجيش الامبراطوري الياباني مع مناوشات خفيفة في بداية الحملة بين الكومنولث البريطاني والقوات المسلحة الملكية التايلندية. امتلك اليابانيون تفوقًا جويًا وبحريًا منذ الأيام الأولى للحملة. كانت الحملة كارثًة حقيقيًة بالنسبة للقوات البريطانية والهندية والأسترالية والملايوية.
تميزت العملية باستخدام اليابانيين لمشاة الدراجات، الأمر الذي سمح للقوات بحمل المزيد من العتاد والتنقّل بسرعة عبر مناطق أدغال كثيفة. دمّر المهندسون الملكيون، مزوَّدين بعبوات ناسفة، ما يزيد عن مئة جسر خلال الانسحاب، إلا أن ذلك لم يقم سوى بالقليل لإعاقة تقدم اليابانيين. كان اليابانيون قد تكبّدوا 9,657 من الإصابات مع استيلائهم على سنغافورة؛ بلغت خسائر الحلفاء 145,703، من ضمنها 15,703 إصابة و130,000 من الأسرى.

## الخلفية

### اليابانيون
بحلول العام 1941، كان اليابانيون قد انخرطوا لأربعة أعوام في محاولة إخضاع الصين. وكانوا يستندون بشكل كبير على المواد المستوردة لقواتهم العسكرية، وعلى وجه التحديد النفط من الولايات المتحدة الأمريكية. منذ عام 1940 حتى عام 1941، فرضت الولايات المتحدة والمملكة المتحدة وهولندا حظرًا على تزويد اليابان بالنفط والمعدات الحربية. كان الهدف من ذلك الحظر مساعدة الصينيين ودفع اليابان لوقف العملية العسكرية في الصين. اعتبر اليابانيون أن الانسحاب من الصين سيؤدي إلى إذلالهم وقرروا بدلًا من ذلك بالقيام بعملية عسكرية ضد الأقاليم البريطانية والأمريكية والهولندية في جنوبي شرق آسيا. حُشِدت القوات اليابانية للغزو عام 1941 على جزيرة هاينان والهند الصينية الفرنسية. لاحظ الحلفاء هذا الحشد للقوات، وذَكر اليابانيون، حين سُئلوا، أنه يتعلق بعملياتهم في الصين.
كان اليابانيون يمتلكون مع بداية الغزو ما يزيد عن 200 دبابة، تتألف من النوع 95 ها-غو والنوع 97 تشي-ها والنوع 89 آي-غو والنوع 97 تي-كي. وامتلكوا بالإضافة إلى ذلك ما يزيد عن 500 طائرة مقاتلة متاحة. كانت قوات الكومنولث مزودة بالمصفحة المدرعة لانكستر والمصفحة المدرعة مارمون هيرينغتون والناقلة يونيفيرسال وفقط 23 دبابة خفيفة إم كي-في آي بي قديمة (في سرب الدبابات الخفيفة رقم 100 من الجيش الهندي)، لم تكن أي منها مدرعة بشكل كافٍ لحرب المدرعات. كانوا يمتلكون بالكاد ما يزيد عن 250 طائرة مقاتلة، غير أن نصفها قد دُمِّر خلال الأيام الأولى القليلة من القتال.

### الكومنولث
في فترة ما بين الحربين، قَوّض نقص التمويل والانتباه الاستراتيجية العسكرية البريطانية في الشرق الأقصى. في عام 1937 نظر الجنرال ويليام دوبي، القائد العام (جي أو سي) في الملايو (من 1935 حتى 1939)، إلى دفاعات ملايو وبلّغ أن الأعداء قد يقومون بإنزال على الساحل الشرقي خلال موسم الرياح من أوكتوبر إلى مارس، وإنشاء قواعد في سيام (تايلاند). وتنبأ بأن الإنزالات قد تَحدث في سونغكلا وباتاني في سيام، وفي كوتا بارو في ملايو. وأوصى بإرسال تعزيزات ضخمة فورًا. اتّضح أن تنبؤاته كانت صحيحة، إلا أن توصياته قد تم تجاهلها. اعتمدت خطط الحكومة البريطانية بصورة رئيسية على إنشاء أسطول قوي في القاعدة البحرية في سنغافورة في حالة حدوث أي عدوان من قبل العدو من اجل الدفاع عن كلٍ من المستعمرات البريطانية في الشرق الأقصى والطريق نحو أستراليا. وكان يُعتقد أيضًا أن حضورًا بحريًا قويًا سيقوم بدور الرادع ضد أي معتدين محتملين.
إلا أنه بحلول عام 1940، اعترف قائد الجيش في الملايو، الملازم ليونيل بوند، أن دفاعًا ناجحًا عن سنغافورة كان يتطلب الدفاع عن شبه الجزيرة بأكملها، وأن القاعدة البحرية لوحدها لن تكون كافية لردع غزوٍ ياباني. توصّل المخططون العسكريون إلى أن قوة سلاح الجو الملايوية المطلوبة ستكون بين 300 و 500 طائرة، لكن هذا لم يتحقق قط بسبب الأولوية الكبرى لتوزيع الجنود والمعدات في بريطانيا والشرق الأوسط. تأسست الاستراتيجية الدفاعية عن ملايو على افتراضين أساسيين: أولًا أنه سيكون هناك إنذار مبكر كافٍ بهجوم سيسمح بتعزيز القوات البريطانية، وثانيًا أن المساعدة الأمريكية كانت في المتناول في حالة التعرض لهجوم. في أواخر عام 1941، وبعد تولّي الملازم آرثور إي بيرسيفال القيادة العامة في الملايو، بات واضحًا أن كلا الافتراضين كانت بلا أساس. وإضافة إلى ذلك، كان تشرشل وروزفلت قد اتفقا أنه في حالة اندلاع الحرب في الجنوب الشرقي لآسيا، ستُمنح الأولوية لإنهاء الحرب في أوروبا، وسيكون للشرق أولوية ثانوية حتى ذلك الوقت. كان الاحتواء يُعَدّ الاستراتيجية الرئيسية في الشرق.

### عمليات استخباراتية
تكفّلت وحدة مكتب الشؤون العسكرية اليابانية رقم 82 في تايوان بالتخطيط للهجوم. جُمعت المعلومات في ملايو عبر شبكة من العملاء تضمنت العاملين في السفارة اليابانية وملايويين ساخطين (على وجه التحديد أعضاء منظمة تورتويس سوسييتي التي أسستها اليابان) ورجال أعمال وسائحين يابانيين وكوريين وتايوانيين. وأيضًا قدّم الجواسيس اليابانيون، ومن ضمنهم ضابط مخابرات بريطاني، الكابتن باتريك ستانلي فاوغان هينان، المعلومات والمساعدة.
قبل الأعمال العدائية أسس ضباط مخابرات يابانيون مثل إيواتشي فوجيوارا مكاتب استخبارات خفية (أو كيكانز) ارتبطت بمنظمات ملايوية وهندية مؤيدة للاستقلال مثل كيساتوان ملايو مودا في ملايو ورابطة الاستقلال الهندية. منح اليابانيون هذه الحركات دعمًا ماليًا مقابل أن يزوِّدها الأعضاء بالمعلومات وبمساعدةٍ لاحقة في تحديد تحركات قوات الحلفاء وقوتها وترتيباتها قبل الغزو.
من خلال عمل هذه الشبكات قبل الغزو، كان اليابانيون على معرفة بمكان تمركز قوات الكومنولث وبنقاط قوة وحداتها، وكان لديهم خرائط جيدة عن ملايو، وكان لديهم أدلّاء محليين متاحين ليزودوهم بالاتجاهات.

### نوفمبر 1941
في نوفمبر عام 1941 أصبح البريطانيون مدركين للتعزيزات الواسعة النطاق للقوات اليابانية في الصين الهندية الفرنسية. وكان يُنظر إلى تايلاند بأنها تحت التهديد من هذه التعزيزات مثلما كانت الملايو. كانت الاستراتيجيات البريطانية قد توقعت احتمال استخدام برزخ كرا إيسثموس التابع لتايلاند من قبل اليابانيين لغزو الملايو. وُضِعت خطط للقيام بغزو وقائي لجنوبي تايلند، سُمّي بعملية ماتادور، لمواجهة هذا الغزو المحتمل. قرر البريطانيون عدم استعمال تلك الخطط لأسباب سياسية في الوقت الذي أصبح فيه الغزو مرجحًا إلى حد كبير.

## الغزو الياباني لملايو
بدأت حملة الملايو حين غزا الجيش الخامس والعشرون الملايو في 8 ديسمبر 1941 تحت إمرة الفريق تومويوكي ياماشيتا. شنّت القوات اليابانية هجومًا برمائيًا على الساحل الشمالي للملايو في كوتا بارو وبدأت بالتقدم أسفل الساحل الشرقي للملايو. هبطت القوات اليابانية أيضًا في باتاني وسونغكلا في تايلاند، ومن ثم تحركت جنوبًا عبر الحدود الملايوية التايلندية لمهاجمة الشطر الغربي من الملايو.
كانت الهند الصينية الفرنسية تحت سيطرة حكومة فيشي الفرنسية التي تعاونت مع دول المحور. خضعت السلطات الفرنسية هناك للاحتلال الياباني وسمحت لليابان باستخدام موانئ أراضيها كقواعد بحرية وبناء قواعد جوية وحشد قوات هناك للغزو. وأرغمت اليابان تايلاند على التعاون مع الغزو أيضًا على الرغم من أن القوات التايلندية قاومت الإنزالات في الأراضي التايلاندية لثماني ساعات.
عند الساعة الرابعة، هاجمت 17 قاذفة قنابل تابعة للقوات الجوية للبحرية اليابانية (جي إن إيه إف) سنغافورة، وكانت تلك الغارة الجوية الأولى على المستعمرة.